# Colegiul Național Pedagogic Gheorghe Lazăr din Cluj-Napoca
Colegiul Național Pedagogic Gheorghe Lazăr este o instituție de educație din Cluj-Napoca.
În anul 1956 se înființează Institutul pedagogic din Cluj de 2 ani, funcționând în paralel cu liceul pedagogic. Institutul pedagogic din Cluj-Napoca și-a desfășurat activitatea între 1956 și 1970. Institutul s-a desființat în 1970, analele școlii demonstrând că această formă a dat cele mai bune rezultate

## Istorie
- În ziua de 9 octombrie 1871 s-a deschis la Cluj Școala Normală de Băieți, ca școală de stat cu limba de predare maghiară, după ce anterior, la 5 decembrie 1870, se deschisese Școala Normală de Fete. Clădirea școlii s-a construit pe strada Lazăr, cu eforul primăriei, și a fost dată în folosință în anul 1880.

- La 15 mai 1912 a început construirea unui nou edificiu pe strada Roma, actuală Galați, la nr. 25, care cuprindea: săli de clasă, internat, sală de mese, bucătărie, brutărie și baie. În acest local școala a funcționat până în anul 1961.

- După unirea Transilvaniei cu România, școala pedagogică din Cluj a intrat într-o nouă etapă de organizare. Consiliul Dirigent a emis în ziua de 19 decembrie 1918 Ordinul cu nr.17/1918 prin care resortul Instrucțiunii aducea la cunoștința inspectoratelor școlare și a școlilor secundare faptul că, în conformitate cu Decretul Regal nr. 3632, a preluat funcția de coordonare pentru învățământul românesc din întreaga Transilvanie. Prin această hotărâre în Cluj au fost preluate la 22 mai 1919 din Resortul Instrucțiunii 9 școli, printre care și Școala Normală de Băieți.

- În perioada 1920-1923, școala avea 8 clase, funcționând după un plan de învățământ care prevedea pregătirea învățătorilor pe parcursul a 8 ani de studiu.

- Prin Legea învățământului din 1924 perioada de pregătire a învățătorilor a fost stabilită la 6 ani, din 1930 la 7 ani, iar din 1936 s-a revenit la 8 ani, situație care a rămas neschimbată până la Legea învățământului din 1948.

- În perioada ocupației horthyste (1940-1944), școala a devenit din nou școală cu limba de predare maghiară. O parte din profesori și elevi s-au refugiat la Blaj, Deva sau Timișoara.

- Din 1945, Școala Normala de Băieți s-a reorganizat ca școală românească, revenind la tradiția din perioada interbelică. Durata studiilor era de 4 ani.

- După adoptarea Legii învățământului din 1948, denumirea școlii s-a schimbat în Școala Pedagogică de Învățători, iar din 1952 Școala Pedagogică Mixtă Nr. 2.

- În anul 1956 se înființează Institutul pedagogic din Cluj de 2 ani, funcționând în paralel cu liceul pedagogic, școlarizarea făcându-se pe durata a 6 ani (4 clase medii și 2 ani de institut). Institutul pedagogic din Cluj-Napoca și-a desfășurat activitatea între 1958 și 1970.[1] Institutul s-a desființat în 1970, analele școlii demonstrând că această formă a dat cele mai bune rezultate.

- În anul 1965, prin Hotărârea Consiliului de Miniștri, s-a trecut la forma liceală de organizare. De atunci și până în anul 1990, școala s-a numit Liceul Pedagogic.

- În anul 1971, cu prilejul Centenarului Școlii Normale de Băieți din Cluj, școala a primit denumirea de Liceul Pedagogic ”Gheorghe Lazăr”, iar din 1990 se revine la denumirea de Școala Normală ”Gheorghe Lazăr”.

- În mai 1996, când școala a sărbătorit 125 de ani de existență, prin Ordin al ministrului educației naționale, Liceul Pedagogic ”Gheorghe Lazăr” devine Colegiul Național Pedagogic ”Gheorghe Lazăr” Cluj-Napoca.